# Loi organique relative à la loi de finances
 (février 2012).
Si vous disposez d'ouvrages ou d'articles de référence ou si vous connaissez des sites web de qualité traitant du thème abordé ici, merci de compléter l'article en donnant les références utiles à sa vérifiabilité et en les liant à la section « Notes et références ».
Lire en ligne

http://lof.finances.gov.ma/sites/default/files/loi_organique_130-30_fr18.pdf

Au Maroc, la loi organique relative à la loi de finances est le texte déterminant le cadre juridique des lois de finances. C'est une loi organique, qui a une valeur supérieure à la loi ordinaire. Publiée au bulletin officiel en juin 2015, elle remplace le précédent cadre datant de 1972.

## Présentation
La loi de finances de l'année, d'après l'article 3 de loi organique n°130-13 relative à la loi des finances promulguée par le dahir n°1-15-62 du chaâbane 1436, prévoit, évalue, énonce et autorise pour chaque année budgétaire, l'ensemble des ressources et charges de l'État. L'année budgétaire commence le 1er janvier et se termine le 31 décembre de la même année.
Le budget général comporte deux parties : les ressources et les charges.
I : Visées à l'article 11 de la loi, les ressources comprennent : 
- les impôts et taxes ;
- le produit des amendes ;
- les rémunérations de services rendus et les redevances ;
- les fonds de concours, dons et legs ;
- les revenus du domaine de l'État ;
- le produit de cession des biens meubles et immeubles ;
- le produit des exploitations, les redevances et les parts de bénéfices ainsi que les ressources et les contributions financières provenant des établissements et entreprises publics ;
- les remboursements de prêts et avances et les intérêts y afférents ;
- le produit des emprunts ;
- les produits divers.

II : Visées à l'article 12 de la loi, les charges de l'État comprennent : 
- les dépenses du budget général.
- les dépenses des budgets des services de l'État gérés de manière autonome.
- les dépenses des comptes spéciaux du Trésor.

### L'ancienne loi organique
L’élan de modernisation enclenché par l’adoption de la constitution de 1962 et de la loi organique des finances de 1963 avait été arrêté durant la période de l’état d’exception intervenu en 1965. Durant cette période, l’institution parlementaire a été suspendue, marquant ainsi le retour à des budgets de l’État sans autorisation budgétaire accordée par le parlement .

### La nouvelle loi
Le nouveau texte est voté par le parlement marocain en novembre 2014  et est publié au bulletin officiel en juin 2015. Il renforce également le contrôle du pouvoir législatif sur les finances publiques.